# Zikanapis seabrai
Zikanapis seabrai là một loài Hymenoptera trong họ Colletidae. Loài này được Moure mô tả khoa học năm 1953.